# Inmigración irregular
Se considera inmigración irregular o inmigración ilegal al movimiento migratorio de personas a través de las fronteras sin atender los requerimientos legales del país de destino y en ocasiones también del país de procedencia. La persona que se encuentra en esta situación es un inmigrante irregular, un inmigrante ilegal, un inmigrante sin papeles o simplemente un sin papeles (sin documentos tales como el permiso de residencia o el permiso de trabajo).

## El aporte de la inmigración
La emigración supone un drama para las personas y familias que se ven obligadas a emigrar ya sea por problemas económicos o políticos. Sufren el desarraigo yendo a integrarse en sociedades que les serán extrañas cuando no hostiles, en la mayoría de los casos a ocupar los puestos más bajos de esas sociedades, con problemas de integración en las mismas y dificultades en conservar sus costumbres y cultura, probablemente sufriendo la incomprensión de las sociedades receptoras.
Tradicionalmente, los estudios sobre los efectos de la migración en los países receptores se han centrado en sus efectos negativos. «Este tratamiento está plagado de muchos prejuicios infundados que son explotados en el concierto electoral, esgrimiendo comentarios sobre la inmigración como causante del aumento del desempleo, caída de los salarios, disputa de los servicios sociales, deprimir los precios de bienes muebles e inmuebles en sus lugares de residencia e infestar de plagas y enfermedades su entorno, como también el de generar violencia y delincuencia».
La migración, en los países receptores, contribuye a minorar los efectos negativos de los ciclos económicos. El flujo de emigrantes aumenta en tiempos de expansión y decrece en tiempos de recesión. En los ciclos expansivos, contribuye al desarrollo económico del país al tiempo que reduce las tensiones que se dan en estos ciclos. Al sumarse a la oferta laborar tiende a evitar sobrecostos laborales que repercutirían en la inflación de precios, comprometiendo los logros del ciclo. En tanto que en el ciclo de recesión, son los emigrantes los más vulnerables, en casos viéndose obligados a regresar a sus países, influyendo favorablemente en las tasas de desempleo.
Igualmente positiva es la migración en el tejido económico de los países receptores, desarrollando una labor productiva y, también importante, demandando bienes, elevando el consumo agregado.

## Las  condiciones de la inmigración irregular
Para el inmigrante la opción de abandonar su cultura, familia y país por un futuro incierto es una decisión psicológicamente difícil. Solo la toma ante la imposibilidad de obtener un futuro en su país de origen ante el desempleo y la falta de oportunidades económicas.
La posibilidad de enviar así sean unos pocos dólares o euros a sus familias es lo que obliga a miles de personas a tomar este camino cada año, aún a costa de arriesgar sus propias vidas en el difícil recorrido de la inmigración.
En general, el inmigrante irregular tuvo una gran nostalgia por su país y su cultura y por la familia que ha dejado atrás. Es peor aún cuando se siente perseguido por las autoridades locales con fines de deportación, lo que sucede en muchos casos.
La gran mayoría tienen que pagar a una persona para que los ayude a pasar y también, en muchos casos, son discriminados y maltratados por los ciudadanos del país receptor.
Pese a que son dos fenómenos ligados con frecuencia, es importante distinguir el tráfico de inmigrantes (smuggling en inglés) de la trata de seres humanos. El elemento clave del tráfico es la entrada y permanencia clandestina del inmigrante irregular, mientras que en la trata esa facilitación de la entrada es manipulada para asegurar la explotación (sexual, laboral) del inmigrante.

## Medidas aplicadas con respecto a la inmigración irregular

### Estados Unidos
Se estima que en enero de 2022 había 11,35 millones de inmigrantes ilegales en Estados Unidos, un aumento de 1,13 millones sobre los 10,22 millones de enero de 2021.

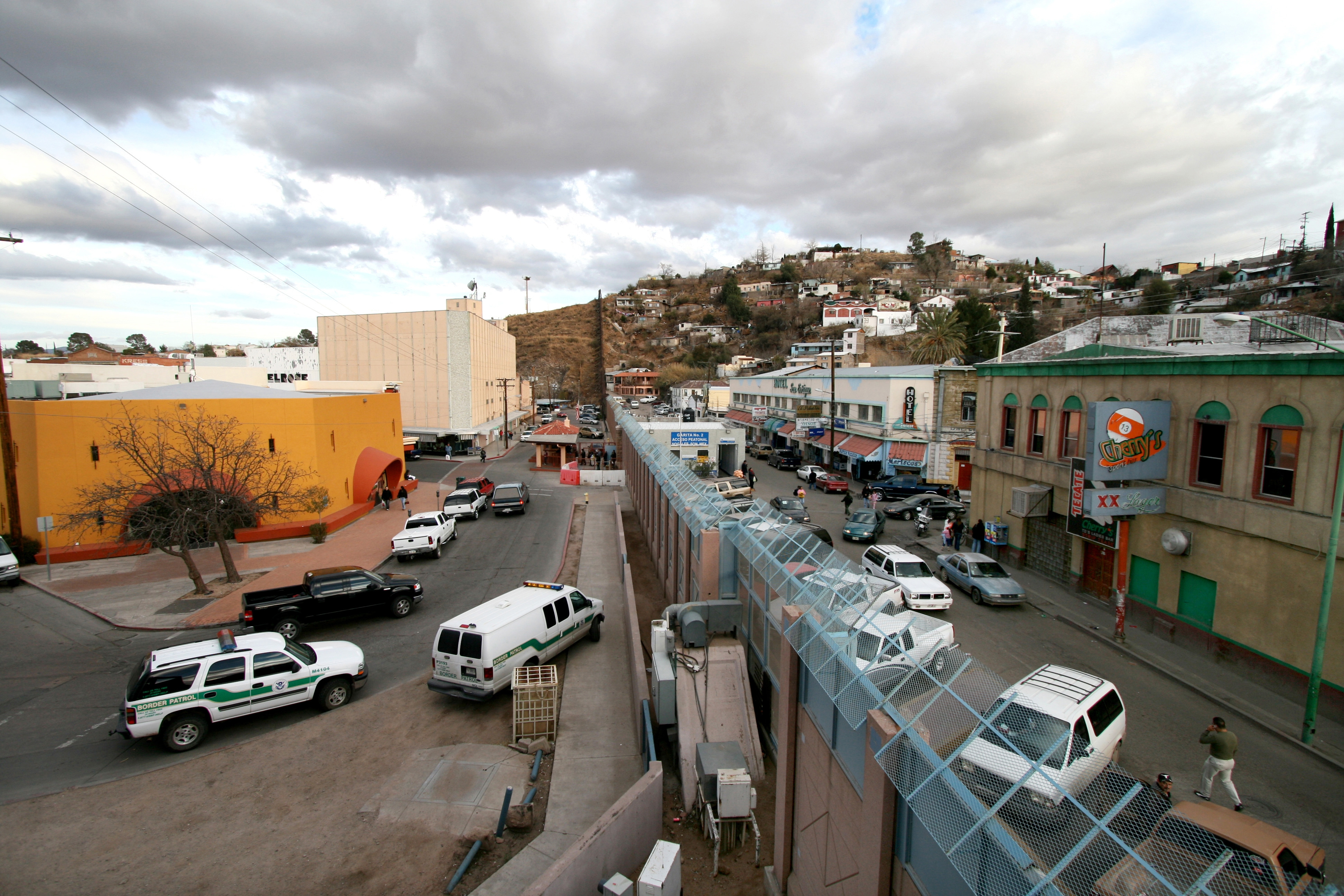
Frontera entre Nogales, México (derecha) y Nogales, Estados Unidos (izquierda), se aprecian las patrullas de frontera del lado estadounidense listas a detener a los inmigrantes irregulares y la sobrepoblación del lado mexicano.

#### Patrulla Fronteriza de Estados Unidos
En mayo de 1924 se implantó la Patrulla Fronteriza de los Estados Unidos la cual, entre muchas otras funciones, en el área de inmigración ilegal, se encarga de:
- Detectar y prevenir la entrada ilegal de extranjeros en Estados Unidos.
- Impedir el contrabando de extranjeros en Estados Unidos.

#### Reformas
- Ley Migratoria HB56 de Alabama:[8] Esta ley, la cual entró en vigor en mayo de 2011, consigna que la policía pueda investigar y detener a cualquier individuo del que se tenga una “razonable sospecha” de ser un indocumentado. Consiente también que los inmigrantes indocumentados no tengan acceso a beneficios públicos. Incluso, exige a las escuelas públicas y a las empresas que determinen la situación migratoria de sus alumnos y trabajadores. En el caso de los alumnos indocumentados, no podrán matricularse en ninguna escuela o universidad pública de Alabama.[9]
- Ley Migratoria SB20 de Carolina del Sur:[10] Entró en vigor el 1 de enero del 2012 y obliga a las empresas a garantizar que sus empleados cuentan con todos los permisos inmigratorios necesarios para poder trabajar en Estados Unidos. También establece que se debe verificar el estatus migratorio de los extranjeros que estén cumpliendo una condena en el estado.

### Unión Europea
Para su lucha contra la inmigración irregular, la UE cuenta con Frontex, la agencia de protección de fronteras a la que se ha atribuido 114 millones de euros en 2015. Sin embargo, en el Mar Mediterráneo más de 20.000 inmigrantes han muerto desde 1988. Particularmente Malta, las islas italianas de Sicilia y Lampedusa, y las islas Canarias (España) son las regiones que han tenido que enfrentar el problema con mayor intensidad. En respuesta a esta situación, la UE pretende desmantelar las redes de tráfico de inmigrantes del Mediterráneo a través de una operación militar llamada EUNAVFOR MED.
Muchos inmigrantes han muerto en el intento de atravesar el Sahara para llegar al Mediterráneo, otros han muerto en el mar Adriático al partir de Albania buscando alcanzar Italia o ahogadas en ríos fronterizos. En varias ocasiones se ha dado el caso de inmigrantes que mueren por asfixia o aplastados al viajar escondidos en los barcos de carga, camiones o en el tren de aterrizaje de los aviones que viajan a la UE. Así mismo, a causa de las minas antipersona plantadas en la frontera griega con Turquía han muerto algunos de inmigrantes.
La política europea de inmigración permite que terceros países se hagan cargo de la gestión de los migrantes que buscan llegar a Europa de manera irregular. Esta subcontratación de los controles migratorios a funcionarios de estados que no se ciñen a las mismas obligaciones evita a la UE tener que responder por el incumplimiento de esos derechos protegidos por convenciones internacionales.

#### España
En 2010 la localidad catalana de Vich quiere aprobar una ley para impedir el empadronamiento a los inmigrantes sin papeles. Con esta ley lo que se pretende, según el alcalde Josep María Vila d'Abadal, es avanzar en la integración de la inmigración y poner a las personas inmigradas dentro de la comunidad. Al final el ayuntamiento se echa para atrás debido a la oposición de la Abogacía del Estado.
Según la Ley Orgánica 4/2000, los extranjeros podrán disfrutar en España de los derechos y las libertades reconocidos en el Título I de la Constitución Española, según lo establecido en los Tratados Internacionales. Las normas relativas a los derechos fundamentales de los extranjeros serán interpretadas conforme a la Declaración Universal de Derechos Humanos. Por tanto, se entiende que los ciudadanos extranjeros podrán ejercer sus derechos en las mismas condiciones que los ciudadanos españoles.